# Izo (film)
Pour les articles homonymes, voir Izo.
Pour plus de détails, voir Fiche technique et Distribution.
Izo (イゾウ) est un film japonais de Takashi Miike sorti en 2004. Le personnage principal du film est Izō Okada (1832-1865), un samouraï et assassin du XIXe siècle au Japon qui eut une fin tragique ; il fut torturé puis crucifié.

## Synopsis
Le personnage d'Izō apparut au cinéma tout d'abord dans le film de Hideo Gosha, Puni par le ciel (en 1969), rôle tenu par l'acteur Shintarō Katsu. Cependant, le portrait que donne Miike du personnage (ou plutôt de son esprit) transcende la réalité (ainsi que le temps et l'espace), ce qui donne un exposé surréaliste d'un Izō encore ensanglanté, rencontre philosophique avec une vie future chargé de symbolisme, de temps à autre interrompu par des images d'archive de la Seconde Guerre mondiale accompagnées à la guitare par le chanteur d'acid-folk
Kazuki Tomokawa.

## Fiche technique
- Titre : Izo
- Titre original : イゾウ
- Réalisation : Takashi Miike
- Scénario : Shigenori Takechi
- Musique : Kōji Endō
- Photographie : Nobuyuki Fukazawa
- Montage : Yasushi Shimamura
- Production : Taizō Fukumaki et Fujio Matsushima
- Société de production : KSS, Excellent Film, Izo Partners et Office Kitano
- Pays :  Japon
- Genre : Action, drame, fantastique et horreur
- Durée : 128 minutes
- Dates de sortie : 
  -  Japon : 21 août 2004

## Distribution
| - Kazuya Nakayama : Okada Izō - Kaori Momoi : Saya - Ryūhei Matsuda : lui-même - Ryōsuke Miki - Yūya Uchida - Masumi Okada | - Hiroki Matsukata - Hiroshi Katsuno - Masato - Bob Sapp - Takeshi Kitano : 'Bīto' Takeshi - Daijiro Harada |

Les autres acteurs, par ordre alphabétique :
| - Daisaku Akino - Chisato Amate - Mickey Curtis : Mikkī Kāchisu - Ken'ichi Endō : Ken'ichi Endou - Ryūji Harada - Yoshio Harada - Renji Ishibashi - Tsurutaro Kataoka - Kirin Kiki - Kazuhiro Mashiko - Hiroyuki Nagato - Mari Nakayama | - Ken Ogata - Mitsuhiro Oikawa - Hideji Ōtaki - Tokitoshi Shiota - Shun Sugata (en) - Haruna Takase - Teah - Susumu Terajima - Kazuki Tomokawa : le chanteur-guitariste - Tarō Yamamoto - Joe Yamanaka - Rikiya Yasuoka |

### Production
Le film a été produit par :
- Taizō Fukumaki
- Fujio Matsushima
- Kazuyoshi Okuyama

### Musique
La musique a été composée par Kōji Endō. Le chanteur d'acid-folk japonais Kazuki Tomokawa interprète également plusieurs de ses chansons tirés de certains de ses albums parmi lesquelles :
- Mata Kon Haru (apparue pour la première fois sur l'album album Maboroshi To Asobu, sorti en 1994) ;
- Wake no Wakaran Kimochi (sur l'album Itsuka Tooku O Miteita, sorti en 2004) ;
- Pistol (sur l'album Itsuka Tooku O Miteita, sorti en 2004).